# 怕胖團
怕胖團（英語團名：PAPUN BAND），是台灣樂團，成員共有三人，由吉他手兼主唱謝侃均（閃亮）、貝斯手黃怡瑋（大寶）、鼓手魏敦華（老外）組成。

## 歷史
- 2007年，在臺中有兩位對音樂充滿著夢想的學生（閃亮、Wee Man）一起組成一組兩人音樂團體，在想該叫什麼團名的時候，決定以POP PUNK的諧音而取名怕胖團。同年，兩人開始了樂團的演出，並發行了第一張EP《不接你的電話》。7月8日，更參與了第八屆貢寮國際海洋音樂季的演出。
- 2008年，鼓手保羅加入。7月11日，三人一同參加了第九屆貢寮國際海洋音樂季的演出；在海洋大賞中，榮獲海洋之星的殊榮。
- 2009年4月3日，成為2009年春天吶喊的表演樂團。11月12日，由「彎的音樂」發行該團體第一張的創作專輯『你怕胖嗎？』
- 2010年4月7日，再度成為2010年春天吶喊的表演樂團。7月9日，成為第十一屆貢寮國際海洋音樂祭主舞台演出樂團。
- 2012年4月7日，成為2012年春天吶喊的表演樂團。9月21日，隨著台灣電影《逆光飛翔》的上映，主唱謝侃均（閃亮），有團員在電影中出演男配角朱自清，獲得一致好評。
- 2013年2月17日，在《自由時報》週末生活板上，文字記者張嘉渝與攝影記者陳晉生共同撰寫了關於「怕胖團」的人物焦點藝人報導。
- 2013年4月，勇奪台客搖滾嘉年華『冠軍』
- 2013年5月6日，以冠軍團體與伍佰、謝金燕、楊乃文、F.I.R...等知名藝人於台客搖滾演唱會中演出。
- 2013年9月12日，怕胖團第二張創作專輯『痞得胖』 正式發行。
- 2013年7月28日，貝斯手Wee Man因出國唸書進修，在嘉義 Wake up 音樂節演出最後一場表演後，正式離團。
- 2013年，同年加入了貝斯手大寶、鼓手老外。
- 2013年4月9日，音樂作品MV《X》榮獲高雄市政府文化局南方之星導演獎、南方之星影像技術獎，作品瀏覽次數高達六萬次以上。
- 2013年10月6日，Neverland永不落地巡迴演唱會於公館The Wall演出。
- 2013年10月26日，Neverland永不落地巡迴演唱會於高雄駁二The Wall演出。
- 2013年11月9日，Neverland永不落地巡迴演唱會於台中 TADA方舟演出。
- 2014年4月，以發片樂團受邀參加《超級接班人2》與參賽團體ATTN合作演出。
- 2014年4月5日，2014年春天吶喊表演樂團。
- 2015年1月11日，與擊沉女孩樂團於西門紅樓展演館河岸留言演出。
- 2015年4月4日，2015春天吶喊表演樂團。
- 2015年7月3日，貝斯手Wee Man歸團
- 2016年11月3日，第三張專輯『青春只差兩撇』 發片專場 @legacy taipei
- 2017年8月26日，FIREBALL火球祭 @ 高雄展覽館
- 2017年10月1日，想想當初吧十年紀念專場@Legacy Taipei Sold out
- 2018年2月4日，20世紀少年台中專場@ Legacy Taichung (feat.謝和弦)
- 2018年3月25日，大港開唱 @高雄駁二特區   (feat.廖人帥)
- 2018年4月15日，何超與海膽仔 飄移舞台 全台巡迴高雄場 共演嘉賓
- 2018年6月30日，Wake up覺醒音樂祭 射日舞台
- 2018年7月7日， Little Summer 小暑 松菸2・3號倉庫
- 2018年8月5日，超犀利趴9 SUMMER STAGE @台北小巨蛋
- 2018年10月13日，遊牧森林音樂祭 天際舞台  SKY STAGE
- 2018年10月14日，2018嘉大狂人迎新演唱會 （页面存档备份，存于） @國立嘉義大學
- 2018年10月25日-28日 『魚兒魚兒水中游 2018秋季巡迴 』@廣州/廈門/深圳/上海
- 2018年11月 『中華電信/年代 樂團新勢力』LIVE音樂節目演出
- 2018年11月25日 『秋末·—當你在最需要的時候』台北專場 @三創生活園區Clapper Studio
- 2018年12月30日 『搖滾台中 』FLORA舞台  @台中圓形劇場
- 2019年1月 『公視 音樂BAND BAND BAND』音樂節目演出
- 2019年1月27日 『覺醒大暖祭 』大圓山舞台 @台北圓山花博園區
- 2019年3月23日 『大港開唱』南霸天舞台 @高雄駁二 (feat. 阿翰)
- 2019年4月6日 『香港 紫色幻樂搖滾派對：中港台搖滾班霸大晒冷』@香港九龍灣 Star Hall
- 2019年5月5日 『街角無常音樂祭』 無常舞台
- 2019年7月6日 『Wake up覺醒音樂祭』眠月舞台
- 2019年8月3日 『超犀利趴10』 SUMMER STAGE @南港展覽館
- 2019年10月18日 發行第四張專輯『2049』
- 2019年11月23日 2019 FireBall 火球祭
- 2019年12月28日 《 2049 失戀甩尾 》巡迴 - 高雄場 @LIVE WAREHOUSE
- 2019年12月29日 《 2049 失戀甩尾 》巡迴 - 台中場 @Legacy Taichung
- 2020年1月5日  《 2049 失戀甩尾 》巡迴 - 台北場 @Legacy 傳 音樂展演空間
- 2020年6月26日 WAU！Vol. 1 防疫新生活 @The Wall Live House
- 2020年9月28日 貝斯手Wee Man離團
- 2020年10月3日 2020 《給時間多點時間》 療癒 Tour-台北場 @POOLPOOL RESTAURANT
- 2020年10月11日 2020 《給時間多點時間》 療癒 Tour-台中場 @吃漢 BAR
- 2020年10月24日 2020 《給時間多點時間》 療癒 Tour-嘉義場 @文創園區米桶廣場
- 2020年10月31日 2020 《給時間多點時間》 療癒 Tour-台東場 @鐵花村音樂聚落
- 2020年11月7日 2020 《給時間多點時間》 療癒 Tour-高雄場 @流行音樂中心05鯨魚館屋頂(因颱風影響延至11月8日)
- 2020年11月14日 2020 《給時間多點時間》 療癒 Tour-新竹場 @小叮噹科學園區
- 2020年11月21日 『漂遊者音樂祭』百昱舞台
- 2020年12月19日 《2049》專輯分享會 @台北信義誠品
- 2020年12月27日 瞎槓佈道大會【暴食之罪】｜怕胖團 w/ 吃貨豪豪ℌ𝔬𝔴ℌ𝔬𝔴𝔈𝔞𝔱 @PIPE Live Music
- 2021年2月7日 《我沒有用，沒辦法給你想要的LIVE》 @Legacy 傳 音樂展演空間(feat.KID)
- 2022年4月2日 2022 台灣祭 表演樂團
- 2022年4月16日 【怕胖團《時間的奴》台北場】第五張專輯發片專場 @Zepp New Taipei
- 2022年9月24日 統一 7-11 獅 《2022 獅吼音樂祭》賽後場內表演
- 2023年8月6日 『2023雲林海洋音樂祭』嗨歌放送舞台區
- 2024年2月3日  怕胖團"搞砸北流"演唱會@臺北流行音樂中心表演廳
- 2024年3月30日 味全龍臺北大巨蛋史上首戰賽後場內表演
- 2024年4月7日 春浪音樂節 香港站 表演嘉賓
- 2024年8月10日 怕胖團"搞砸高流"演唱會@高雄流行音樂中心
- 2024年9月14日 怕胖團"搞砸AQUALAND"演唱會 香港站@香港海洋公園水上樂園Aqualand
- 2024年12月8日 2024 Uber Eats 潮有市 台南場 壓軸樂團演出
- 2024年12月31日 臺北最HIGH新年城2025跨年晚會 表演嘉賓
- 2025年1月31日 怕胖團PAPUN BAND x the telephones 《LV.1 to LV.99-GAME START-》TOUR(東京場) @duo MUSIC EXCHANGE
- 2025年2月1日 怕胖團PAPUN BAND x the telephones 《LV.1 to LV.99-GAME START-》TOUR(大阪場) @umeda Shangri-La
- 2025年2月16日 怕胖團PAPUN BAND x the telephones 《LV.1 to LV.99-GAME START-》TOUR(台中場) @Legacy Taichung
- 2025年2月19日 怕胖團PAPUN BAND x the telephones 《LV.1 to LV.99-GAME START-》TOUR(台北場) @Legacy Taipei

## 樂團成員
| 本名   | 團員 | 位置         |
| 謝侃均 | 閃亮 | 吉他手兼主唱 |
| 黃怡瑋 | 大寶 | 貝斯手       |
| 魏敦華 | 老外 | 鼓手         |

## 音樂作品

### 專輯
| 專輯 # | 專輯資料                                                                                        | 曲目 |
| ------ | ----------------------------------------------------------------------------------------------- | --- |
| 1st    | 首張專輯《你怕胖麼》 - 發行日期：2009年11月12日 - 發行公司：彎的音樂 - 語言：國語               | 曲目 1. 不接你的電話 2. 蚊子妳來咬我啊！我才不怕妳嘞！！！ 3. 死亡朵避球！！！ 4. 媽媽的筆記本 5. 等燈登 6. 毆趴斯 7. 作弊被抓的夜晚 8. 毆吼毆吼毆吼毆 9. 嗚嗚嗚 10. 外星人來了 11. 牙刷刷刷牙 12. 蕩蕩蕩蕩蕩蕩蕩蕩蕩                                         |
| 2nd    | 第二張專輯《痞得胖》 - 發行日期：2013年9月12日 - 發行公司：禾廣唱片 - 語言：國語                | 曲目 1. 長不大的男孩 2. 小氣鬼 喝涼水 3. ONE DAY SONG 4. 嘟 嘟 嘟 嘟 嘟 5. 咕咕雞 6. 流浪王子 7. 月亮不會亮 8. 只有我的旁邊 旁邊沒有人 9. 我們在試音 10. Ｘ(叉叉) 11. 我想要MACBOOK PRO 12. 到底還要等多久 13. 不想回家 14. 寫一本書給你 15. 流浪王子(鋼琴版) |
| 3rd    | 第三張專輯《青春只差兩撇》 - 發行日期：2016年11月10日 - 發行公司：台灣索尼音樂娛樂 - 語言：國語 | 曲目 1. 是不是有病 2. 不要管我 3. 天天開心 4. 媽媽，不要擔心 5. 想想當初吧 6. 魚 7. 絕望城市 8. 給個機會 9. 抱歉我不想跟你道歉 10. 衣服越來越緊的時候 11. 青春只差兩撇 12. 如果沒有那麼多如果 13. JOHNNY，你在哪裡                                            |
| 4th    | 第四張專輯《2049》 - 發行日期：2019年10月18日 - 發行公司：歪的音樂 - 語言：國語                 | 曲目 1. Outro 2. 2049 3. 戀愛.Online 4. 月旁月光 5. 我沒有用，沒辦法給你想要的生活 6. 給時間多點時間 7. 當你在最需要的時候 8. 後照鏡 9. To: 2049-2019 10. SKYWALKER                                                                                           |

### 迷你專輯
| 專輯 # | 專輯資料                                                                     | 曲目                                                                                 |
| ------ | ---------------------------------------------------------------------------- | ------------------------------------------------------------------------------------ |
| 1st    | 第五張專輯《V》 - 發行日期：2021年12月28日 - 發行公司：歪的音樂 - 語言：國語 | 曲目 1. 哈哈 2. 時間的奴 3. 鴦 4. 請記得揍我一拳 5. 真心掏給你 6. Every Single Night |

### 單曲
| 發行日期      | 歌曲名稱                                                | 作詞       | 作曲 | 編曲                        | 時間長度 | 備註                 |
| ------------- | ------------------------------------------------------- | ---------- | ---- | --------------------------- | -------- | -------------------- |
| 2018年2月19日 | 20世紀少年                                              | 閃亮       | 閃亮 | 怕胖團                      | 2:21     |                      |
| 2019年2月9日  | 當你在最需要的時候                                      | 閃亮、大寶 | 閃亮 | 怕胖團                      | 4:08     | 收錄於2049專輯。     |
| 2020年6月22日 | 內外夾攻大力丸                                          | 大寶、安迪 | 閃亮 | 怕胖團                      | 1:48     |                      |
| 2021年5月7日  | 媽媽的筆記本(2021版) MAMA'S NOTE BOOK                   | 閃亮       | 閃亮 | 怕胖團                      | 3:42     |                      |
| 2023年4月18日 | 原來你跟每個人都說著一樣的話 Ctrl C + Ctrl V            | 閃亮       | 閃亮 | W. LIN、于修、 怕胖團       | 3:58     |                      |
| 2024年1月9日  | 只留下鼻涕和眼淚 Struggle and Affection Remains         | 閃亮       | 閃亮 | W. LIN 、于修、閃亮、怕胖團 | 3:09     |                      |
| 2024年4月18日 | 龍眾一心 Keep Fighting                                  | 閃亮       | 閃亮 | 于修、閃亮 、怕胖團         | 2:54     | 味全龍2024年度主題曲 |
| 2024年8月5日  | 我只想過著最普通的生活 Only Wish The Most Mediocre Life | 閃亮       | 閃亮 | W. LIN 、于修、閃亮、怕胖團 | 3:39     |                      |

## 演出作品

#### 電視劇
| 戲劇名稱         | 演員   | 飾演角色 | 介紹 |
| 愛情發生在三天後 | 怕胖團 | 怕胖團   |      |

#### 電影
| 電影名稱       | 演員 | 飾演角色   | 介紹                                                                                            |
| 逆光飛翔       | 閃亮 | 朱自清     | 與知名文人朱自清同名。裕翔室友，體育系。擅長小提琴，創立音樂性社團「Super Music」，片中簡稱SM。 |
| 下半場         | 閃亮 | 胖子       | 片中飾演主角姜秀宇打工餐廳同事                                                                  |
| 跟你老婆去旅行 | 閃亮 | 吉他社社長 | 片中飾演男主角阿誠、阿志與女主角小雅，大學時期吉他社的社長                                      |

## 外部連結
- 怕胖團官方 Facebook 粉絲專頁 （页面存档备份，存于）
- 怕胖團 Youtube 官方頻道 （页面存档备份，存于）
- 怕胖團的Instagram帳戶 （页面存档备份，存于）
- INDIEVOX
- KKBOX （页面存档备份，存于）
- Streetvoice （页面存档备份，存于）